# Guglielmo Enrico di Nassau-Zuylestein, V conte di Rochford
Guglielmo Enrico di Nassau-Zuylestein, V conte di Rochford, detto anche in inglese William Henry Nassau de Zuylestein (Rendlesham, 28 giugno 1754 – Easton, 3 settembre 1830), è stato un diplomatico inglese.

## Biografia

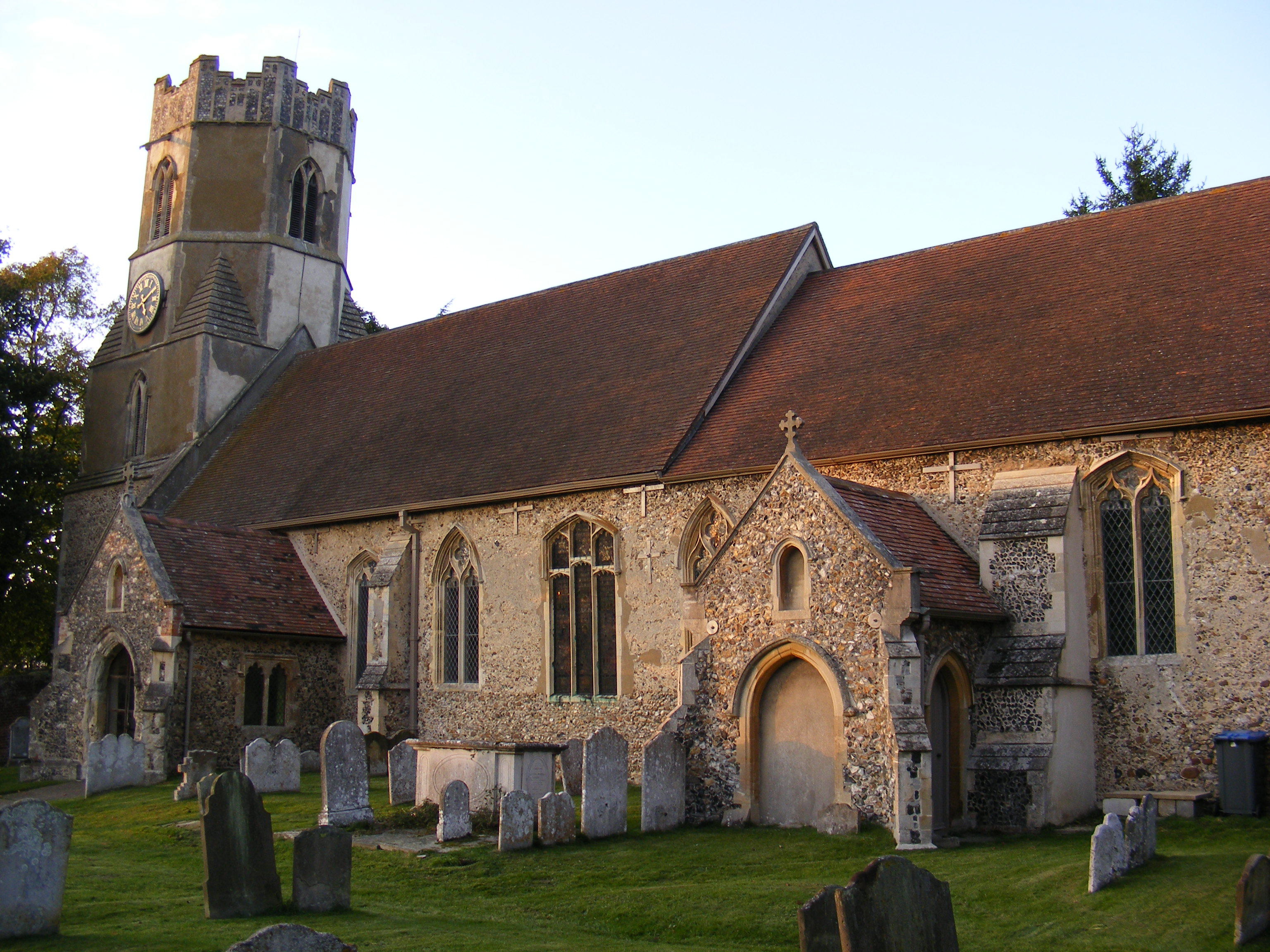
La All Sainst Church di Easton, dove riposa ancora oggi il corpo del V conte di Rochford

Guglielmo Enrico era figlio di Richard Savage di Nassau-Zuylestein (figlio a sua volta di Federico di Nassau-Zuylestein, III conte di Rochford), e di sua moglie Anne Spencer (1715-1771).
Dal 1768 al 1771, studiò alla Westminster School di Londra, servendo in seguito come militare nel reggimento del principe Guglielmo Enrico di Hannover. Il 3 maggio 1773 venne promosso tenente ed il 14 giugno 1776 ottenne il grado di capitano del medesimo reggimento. Il 25 giugno 1777 lasciò il servizio militare. Alla morte di suo zio Guglielmo Enrico di Nassau-Zuylestein, IV conte di Rochford nel 1782 ne eredità i titoli ed i possedimenti in Inghilterra e nei Paesi Bassi.
Il conte di Rochford non si sposò mai e non ebbe mai figli. Alla sua morte, nel 1830, venne sepolto nella All Saints Church di Easton, nel Suffolk. Con lui si estinsero i suoi titoli inglesi, mentre i titoli ed i possedimenti oldanesi (sulla base anche delle disposizioni dei suoi antenati) non potevano essere venduti e pertanto passarono ai figli illegittimi di suo zio, Frederick, Ann e Mary.

## Albero genealogico
|                                                            |              |                                 | Genitori                        |  |  | Nonni |  |  | Bisnonni                                            |  |  | Trisnonni                     |  |
|                                                            |              |                                 |                                 |  |  |       |  |  | Guglielmo di Nassau-Zuylestein, I conte di Rochford |  |  | Federico di Nassau-Zuylestein |  |
|                                                            |              |                                 |                                 |  |  |       |  |  | Guglielmo di Nassau-Zuylestein, I conte di Rochford |  |  | Federico di Nassau-Zuylestein |  |
|                                                            |              | Mary Killegrew                  |                                 |  |  |       |  |  | Guglielmo di Nassau-Zuylestein, I conte di Rochford |  |  |                               |  |
| Federico di Nassau-Zuylestein, III conte di Rochford       |              |                                 |                                 |  |  |       |  |  | Guglielmo di Nassau-Zuylestein, I conte di Rochford |  |  |                               |  |
|                                                            |              | Jane Wroth                      | Sir Henry Wroth                 |  |  |       |  |  |                                                     |  |  |                               |  |
|                                                            |              | Jane Wroth                      | Sir Henry Wroth                 |  |  |       |  |  |                                                     |  |  |                               |  |
|                                                            |              | Jane Wroth                      | Anne Maynard                    |  |  |       |  |  |                                                     |  |  |                               |  |
| Richard Savage di Nassau-Zuylestein                        |              | Jane Wroth                      |                                 |  |  |       |  |  |                                                     |  |  |                               |  |
|                                                            |              | Richard Savage, IV conte Rivers | Thomas Savage, III conte Rivers |  |  |       |  |  |                                                     |  |  |                               |  |
|                                                            |              | Richard Savage, IV conte Rivers | Thomas Savage, III conte Rivers |  |  |       |  |  |                                                     |  |  |                               |  |
|                                                            |              | Richard Savage, IV conte Rivers | Elizabeth Scrope                |  |  |       |  |  |                                                     |  |  |                               |  |
| Elizabeth Bessy Savage                                     |              | Richard Savage, IV conte Rivers |                                 |  |  |       |  |  |                                                     |  |  |                               |  |
|                                                            |              | Penelope Downes                 | Roger Downes                    |  |  |       |  |  |                                                     |  |  |                               |  |
|                                                            |              | Penelope Downes                 | Roger Downes                    |  |  |       |  |  |                                                     |  |  |                               |  |
|                                                            |              | Penelope Downes                 | …                               |  |  |       |  |  |                                                     |  |  |                               |  |
| Guglielmo Enrico di Nassau-Zuylestein, V conte di Rochford |              | Penelope Downes                 |                                 |  |  |       |  |  |                                                     |  |  |                               |  |
|                                                            | John Spencer | Edward Spencer                  |                                 |  |  |       |  |  |                                                     |  |  |                               |  |
|                                                            | John Spencer | Edward Spencer                  |                                 |  |  |       |  |  |                                                     |  |  |                               |  |
|                                                            | John Spencer | Judith Scrivener                |                                 |  |  |       |  |  |                                                     |  |  |                               |  |
| Edward Spencer                                             | John Spencer |                                 |                                 |  |  |       |  |  |                                                     |  |  |                               |  |
|                                                            |              | Anne Rivett                     | …                               |  |  |       |  |  |                                                     |  |  |                               |  |
|                                                            |              | Anne Rivett                     | …                               |  |  |       |  |  |                                                     |  |  |                               |  |
|                                                            |              | Anne Rivett                     | …                               |  |  |       |  |  |                                                     |  |  |                               |  |
| Anne Spencer                                               |              | Anne Rivett                     |                                 |  |  |       |  |  |                                                     |  |  |                               |  |
|                                                            |              | …                               | …                               |  |  |       |  |  |                                                     |  |  |                               |  |
|                                                            |              | …                               | …                               |  |  |       |  |  |                                                     |  |  |                               |  |
|                                                            |              | …                               | …                               |  |  |       |  |  |                                                     |  |  |                               |  |
| Anne Barker                                                |              | …                               |                                 |  |  |       |  |  |                                                     |  |  |                               |  |
|                                                            |              | …                               | …                               |  |  |       |  |  |                                                     |  |  |                               |  |
|                                                            |              | …                               | …                               |  |  |       |  |  |                                                     |  |  |                               |  |
|                                                            |              | …                               | …                               |  |  |       |  |  |                                                     |  |  |                               |  |
|                                                            |              | …                               |                                 |  |  |       |  |  |                                                     |  |  |                               |  |